# Лісенбарт Олександр Костянтинович
Лісенбарт Олександр Костянтинович (нар. 1916 — †1995) — радянський український художник-декоратор.

## Фільмографія
Оформив фільми:
- «Багаття безсмертя» (1955, у співавт. з Г. Прокопцем)
- «Павло Корчагін» (1957)
- «Партизанська іскра» (1957)
- «Перший парубок» (1958, у співавт. з В. Новаковим)
- «Прапори на баштах» (1958)
- «Чумацький шлях» (1959)
- «Солдатка» (1959)
- «Фортеця на колесах» (1960, у співавт. з О. Степаненком)
- «У мертвій петлі» (1963)
- «Космічний сплав» (1964)
- «Загибель ескадри» (1965, 2с)
- «Родина Коцюбинських» (1970, 2 а)
- «Талант» (1977, т/ф, 4 а) та ін.